# 約安·維薩
約安·維薩（法語：Yoane Wissa；1996年9月3日—），是一名剛果民主共和國職業足球員，現時効力英超球隊布倫特福德。剛果民主共和國國家足球隊隊員。

## 國家隊生涯
維薩在2020年10月的兩場友誼賽中贏得首次入選剛果民主共和國國家足球隊的機會。他分別在對摩洛哥的友誼賽和2022年世界盃預選賽中，在第二次和第三次為國家隊上陣時射入了他的首兩個國際賽入球。

## 榮譽
洛里昂
- 法國足球乙級聯賽冠軍 : 2019–20

## 外部連結
- Soccerway資料庫：約安·維薩
- 足球数据库：約安·維薩的球员统计数据